# Brachurapteryx breviaria
Brachurapteryx breviaria är en fjärilsart som beskrevs av Jacob Hübner 1825. Brachurapteryx breviaria ingår i släktet Brachurapteryx och familjen mätare. Inga underarter finns listade i Catalogue of Life.